# Magistratus
Magistratus populi Romani, letterlijk bestuurder van het Romeinse volk, heette in het Oude Rome iedere burger die als gevolg van een verkiezing door het volk een openbaar bestuursambt bekleedde.

## Kenmerken
De Romeinse magistratuur heeft zich tijdens de Republikeinse periode geleidelijk ontwikkeld uit de oorspronkelijke machtsvolkomenheid van de koning, d.i. de onverdeelde, levenslange en niet aan verantwoording onderworpen waardigheid van de oud-Romeinse koningen.
Deze ontwikkeling vertoonde volgende kenmerken:
- het principe van de collegialiteit; de meeste magistraten hadden minstens één gelijkwaardige collega
- het principe van de tijdelijkheid; de meeste magistraten bleven één kalenderjaar in dienst
- het principe van de verantwoordelijkheid; op een paar uitzonderingen na (bij voorbeeld de dictator) konden zij na het verstrijken van hun ambtsperiode ter verantwoording worden geroepen voor hun gevoerde beleid (met desgevallend sancties tot gevolg)
- een zekere hiërarchie die onder meer tot uiting kwam in het ius intercessionis
- de opsplitsing van de oorspronkelijke koninklijke macht in het imperium en de potestas
- een geleidelijk toenemende vertakking van de magistratuur, onder meer als gevolg van de toenemende democratisering van de Romeinse samenleving tijdens de sociale strijd.

## Criteria van indeling
De Romeinse magistraten kunnen verder op verschillende manieren ingedeeld worden:
- magistratus ordinarii of extraordinarii, naargelang het ambt regelmatig of slechts in uitzonderlijke situaties werd verkozen (en dus van voorbijgaande aard);
 tot de m. extraordinarii behoorden ook enkele ambtsdragers die af en toe in uitzonderlijke omstandigheden terugkeerden (vb. de dictator)
- magistratus patricii of plebeii, voor zover ze, in de beginperiode althans, openstonden voor patriciërs of plebejers
- magistratus cum imperio of sine imperio, naargelang zij al dan niet ook over een imperium beschikten
- magistratus maiores of minores, in zover ze al dan niet het recht bezaten om de auspicia te raadplegen
- magistratus curules of niet-curulische magistraten, naargelang er aan hun ambt bepaalde ererechten verbonden waren (vb. het voorrecht om in de senaat op een sella curulis plaats te nemen)

| magistratus → ↓             | magistratus → ↓ | consul | praetor | dictator | X-vir legibus scribundis | tribunus militum consulari postestate | III-vir rei publicae constituendae | interrex | censor | magister equitum | praefectus urbi | aedilis curulis | quaestor | tribunus plebis | aedilis plebis | XXVI-vir | III-vir agris dandis |
| --------------------------- | --------------- | ------ | ------- | -------- | ------------------------ | ------------------------------------- | ---------------------------------- | -------- | ------ | ---------------- | --------------- | --------------- | -------- | --------------- | -------------- | -------- | -------------------- |
| {\displaystyle {\biggl \{}} | ordinarius      | x      | x       |          |                          |                                       |                                    |          | x      |                  |                 |                 | x        | x               | x              | x        |                      |
| {\displaystyle {\biggl \{}} | extraordinarius |        |         | x        | x                        | x                                     | x                                  | x        |        | x                | x               |                 |          |                 |                |          | x                    |
| {\displaystyle {\biggl \{}} | patricius       | x      | x       | x        | x                        | x                                     | x                                  | x        |        |                  |                 |                 |          |                 |                |          |                      |
| {\displaystyle {\biggl \{}} | plebeius        |        |         |          |                          |                                       |                                    |          |        |                  |                 |                 | x        | x               | x              | x        |                      |
| {\displaystyle {\biggl \{}} | maior           | x      | x       | x        | x                        | x                                     | x                                  | x        | x      | x                | x               |                 |          |                 |                |          |                      |
| {\displaystyle {\biggl \{}} | minor           |        |         |          |                          |                                       |                                    |          |        |                  |                 | x               | x        | x               | x              | x        | x                    |
| {\displaystyle {\biggl \{}} | cum imperio     | x      | x       | x        | x                        | x                                     | x                                  | x        |        |                  |                 |                 |          |                 |                |          |                      |
| {\displaystyle {\biggl \{}} | sine imperio    |        |         |          |                          |                                       |                                    |          | x      | x                | x               | x               | x        | x               | x              | x        | x                    |
| {\displaystyle {\biggl \{}} | curulis         | x      | x       | x        | x                        | x                                     | x                                  | x        | x      | x                | x               | x               |          |                 |                |          |                      |
| {\displaystyle {\biggl \{}} | non-curulis     |        |         |          |                          |                                       |                                    |          |        |                  |                 |                 | x        | x               | x              | x        |                      |

## Modaliteiten, procedures en afspraken
Een magistratuur bekleden te Rome werd beschouwd als een eer op zichzelf (zie ook: cursus honorum), en was niet bezoldigd. Alleen de uitgaven verbonden aan het uitoefenen van de functie werden onder bepaalde omstandigheden vergoed. 
Alle magistraten konden beschikken over viatores, staatsboden die berichten moesten overbrengen of oproepen doen. 
 Bij openbare feestelijkheden werd hun een ereplaats voorbehouden overeenkomstig hun rang of waardigheid.
Betreffende het kandideren voor, het aanvaarden van en het aftreden van een magistratuur golden volgende regels:
- professio nominis: kandidaten voor een ambt dienden zich uiterlijk zeventien dagen (d.i. drie marktdagen) voor de verkiezingen persoonlijk aan te melden bij de verantwoordelijke magistraat
- ambitus: indien zijn kandidatuur werd aanvaard, kleedde hij zich in witte toga (toga candida > kandidaat), bezocht hij het forum (ambitus = rondgang > ambitie hebben) en trachtte hij links en rechts stemmen te werven (andere vormen van kiespropagande waren bij wet verboden)
- renuntiatio: eenmaal verkozen volgde de plechtige openbare bekendmaking; vanaf dat ogenblik tot aan de officiële aanstelling droeg men de titel designatus
- uiterlijk vijf dagen na het aanvaarden van de magistratuur moest de gekozene bij de quaestor de eed afleggen (iurare in leges) dat hij de wetten zou eerbiedigen
- wie in uitzonderlijke omstandigheden gekozen werd om tot het einde van de ambtstermijn een vacante magistratuur te bezetten heette suffectus (wanneer de oorspronkelijk verkozen magistraat in de praktische onmogelijkheid verkeerde om zijn functie uit te oefenen, vb. door overlijden, krijgsgevangenschap of door afzetting na bewezen verkiezingsfraude)
- bij het neerleggen van zijn ambt diende hij de eed af te leggen (eiurare magistratum) dat hij heel de tijd de wetten had gerespecteerd; met uitzondering van de dictator kon een magistraat om zijn gevoerde beleid vervolgd worden, maar enkel na het verstrijken van zijn ambtsperiode: 
 overigens kon een magistraat op ieder ogenblik van zijn ambtstermijn vrijwillig aftreden (abdicare se magistratu);